# IC 1958
IC 1958 — галактика типу S (спіральна галактика) у сузір'ї Годинник.
Цей об'єкт міститься в оригінальній редакції індексного каталогу.